# Dahira klaudiae
Dahira klaudiae là một loài bướm đêm thuộc họ Sphingidae. Loài này có ở Trung Quốc.
Chiều dài cánh trước khoảng 27–31 mm. Nó rất giống loài Dahira yunnanfuana but distinguishable by the reddish-brown rather than greyish-brown ground colour of the hindwing upperside.